# デジタルメディアシティ
デジタルメディアシティ（朝鮮語: 디지털미디어시티、英語: Digital Media City）、略して DMC は、大韓民国ソウル特別市麻浦区上岩洞にある、ユビキタス・ネットワークを備えたオフィス、集合住宅、展示施設、会議場、文化センターなどが集まったデジタル技術のハイテク複合再開発地区。2002年から2014年にかけて建設されたDMCは、広さが570,000 m2 (6,100,000 sq ft)に及ぶ。DMCは、デジタルメディアストリート (Digital Media Street) を中心に、放送、映画、ゲーム、音楽、eラーニング、その他の関連産業が集積したハイテク都市である。DMCには、LGテレコム、パンテック、LG CNSなどの有名IT企業が進出しており、韓国映像資料院や韓国映画博物館など様々な種類の展示施設もある。
直近のデジタルメディアシティ駅には、ソウル交通公社6号線、仁川国際空港鉄道 (A'REX)、KORAIL京義・中央線が乗り入れている。
デジタルメディアシティの住民たちは、「デジタル・シチズン (Digital Citizen)」に由来する「デニズン (Denizens)」と通称されている。
この地区の開発において、初期から助言をしたのは、イングランド・グレーター・マンチェスターのサルフォードにあるメディアシティUKやスペイン・サラゴサのデジタル・マイル (Digital Mile) などの開発に関わった、マイケル・ジョロフ (Michael Joroff) らマサチューセッツ工科大学 (MIT) の建築学・都市計画学のグループであった。

## 開発以前
上岩洞にあるデジタルメディアシティの敷地は、かつて漢江の中州であった蘭芝島がゴミ処理場として埋め立てられて漢江右岸と地続きとなり形成された土地の一部である。

## 観光地として
DMCの開発が進んで以降、MBCはDMCに新社屋を構え、機能を汝矣島から移転した。。音楽番組を収録するためのホール施設などもあり、屋外に設置された美術品も多く、また、俳優や歌手などの手形が集められたスターパークもあり、新たな観光地としての開発も進められている。